# 明庫什
明库什（直译：一千隻鳥) 是吉尔吉斯斯坦纳伦州朱姆格尔区的一个村庄（1953年至2012年為市級鎮）。  它位于明庫什河右岸狭窄的明庫什河谷。當地是一个前鈾礦開採地。2021年，明庫什的人口为3,647 人。 